# مونتاپونه
مونتاپونه (به ایتالیایی: Montappone) یک کومونه در ایتالیا است که در استان فرمو واقع شده‌است.

## خصوصیات
مونتاپونه ۱۰٫۴ کیلومترمربع مساحت و ۱٬۷۸۰ نفر جمعیت دارد.

## خواهرخوانده
شهرهای Cormeilles و فالرونه خواهرخوانده‌های مونتاپونه هستند.